# Apà
El regne d' Apà (Apa o Appah) fou un estat africà que existia al segle xvii i XVIII a l'est de Porto Novo. A vegades es va confondre amb Epké als mapes de l'època. La seva dinastia era edo i es va instaurar quan el regne de Benín va dominar la regió al segle xvi.
La població en canvi era ioruba egbado. El 1670 s'hi van establir els holandesos. El director de la companyia Hertog, va confiscar allí les propietats dels portuguesos que fugien de Jaken, conquerida pels dahomeyans. El 1746 hi estaven establerts els portuguesos que durant la crisi amb el regne de Dahomey van considerar evacuar el fort d'Ajuda (Whydah) per establir-ne un a Apà. Poc després va caure en mans de Badagry, ciutat emergent fundada pocs anys abans (1737 o 1727 segon algunes fonts), gairebé al mateix temps que la ciutat de Pokra (també ioruba).